# Iezerel
Iezerel – wieś w Rumunii, w okręgu Vaslui, w gminie Ivănești. W 2011 roku liczyła 105 mieszkańców.